# Liste der Baudenkmäler in Frauenau
Auf dieser Seite sind die Baudenkmäler in der niederbayerischen Gemeinde Frauenau zusammengestellt. Diese Tabelle ist eine Teilliste der Liste der Baudenkmäler in Bayern. Grundlage ist die Bayerische Denkmalliste, die auf Basis des Bayerischen Denkmalschutzgesetzes vom 1. Oktober 1973 erstmals erstellt wurde und seither durch das Bayerische Landesamt für Denkmalpflege geführt wird. Die folgenden Angaben ersetzen nicht die rechtsverbindliche Auskunft der Denkmalschutzbehörde.
 Die Liste gibt den Fortschreibungsstand vom 31. August 2017 wieder und umfasst fünfzehn Baudenkmäler.

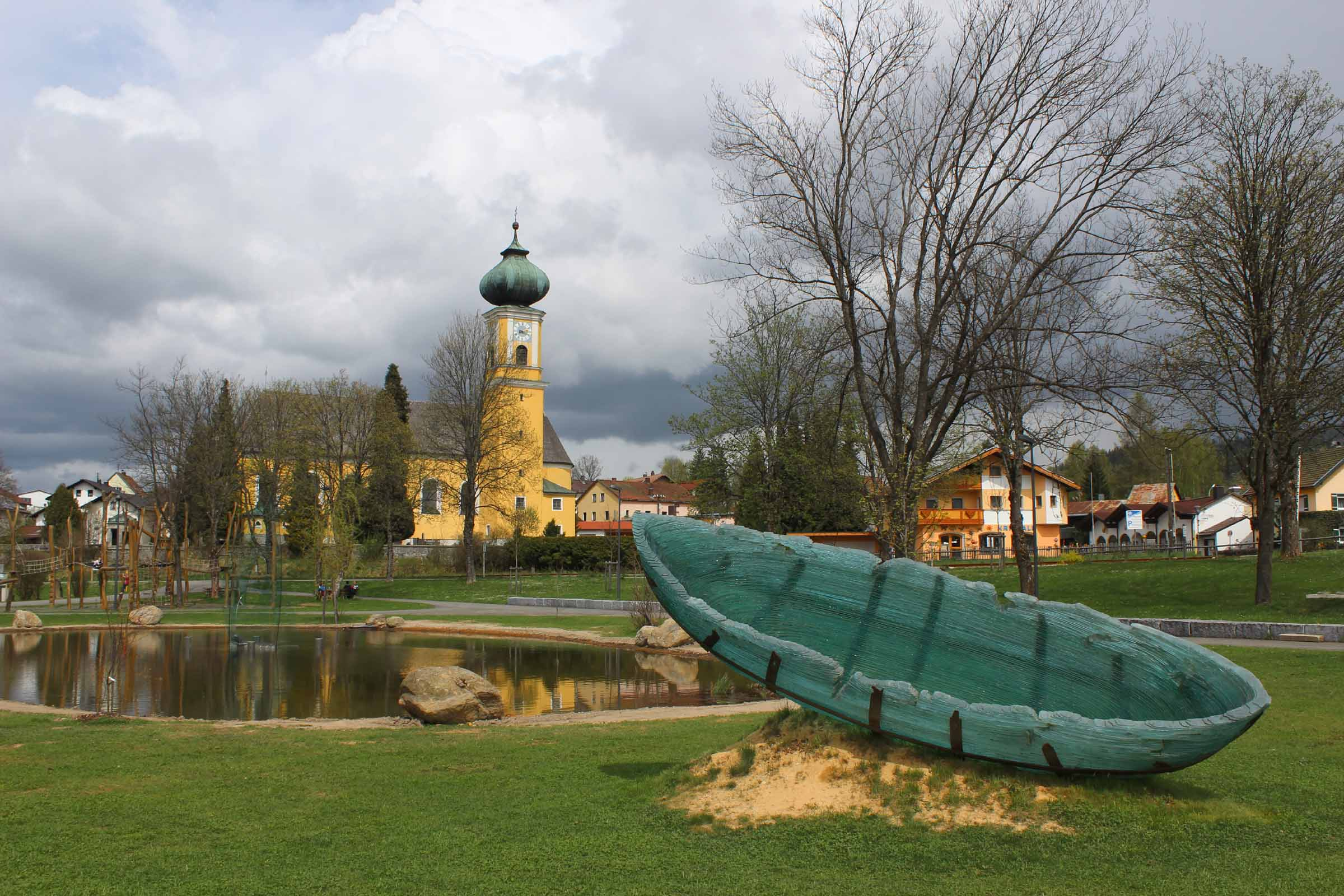
Blick vom Skulpturenpark des Glasmuseums auf die Kirche Mariä Himmelfahrt in Frauenau

## Baudenkmäler nach Ortsteilen

### Frauenau
| Lage                                                                                           | Objekt                                                       | Beschreibung | Akten-Nr.              | Bild                                                         |
| ---------------------------------------------------------------------------------------------- | ------------------------------------------------------------ | --- | ---------------------- | ------------------------------------------------------------ |
| Bahnhofstraße (Standort)                                                                       | Kriegerdenkmal für die Gefallenen beider Weltkriege          | Quaderartige Stele mit Inschriften auf Postament, Einfriedung mit Balustrade, Stufenaufgang, 1920er Jahre, später mit Gefallenen des II. Weltkriegs ergänzt. | D-2-76-121-28          | BW                                                           |
| Bahnhofstraße 2 (Standort)                                                                     | Bahnhof Frauenau                                             | Gebäude aus Polygonalmauerwerk mit Eckquaderungen und Ziegelrahmungen, um 1895: Empfangsgebäude, zweigeschossiger kubusartiger Walmdachbau, Obergeschoss holzverschalt; Güterabfertigung, eingeschossiger Flachsatteldachbau, südlich an das Empfangsgebäude anschließend; Nebengebäude, eingeschossiger Walmdachbau. | D-2-76-121-12 Wikidata | weitere Bilder                                               |
| Dörflstraße 28 (Standort)                                                                      | Kapelle                                                      | Walmdachbau mit eingezogenem, halbrund geschlossenem Chor, bezeichnet mit „1874“; mit Ausstattung. | D-2-76-121-1 Wikidata  | Kapelle                                                      |
| Hauptstraße 38, 40, 42 (Standort)                                                              | Ehemaliges Kloster und Mädchenschule der Englischen Fräulein | Zweigeschossiger Zweiflügelbau mit Walmdach und Putzfelderungen, Hauskapelle mit Erkertürmchen nach Süden, um 1910. | D-2-76-121-14 Wikidata | Ehemaliges Kloster und Mädchenschule der Englischen Fräulein |
| Kirchweg 11, 13 (Standort)                                                                     | Katholische Pfarrkirche Mariä Himmelfahrt                    | Saalkirche mit Walmdach und eingezogenem, halbrund geschlossenem Chor, 1759/67, Langhaus und Flankenturm nach Süden 1926/27; mit Ausstattung; Friedhofsmauer, Bruchstein, Westsüdwestseite noch aus dem 18. Jahrhundert; Grablege der Familie von Poschinger, Epitaphen, klassizistisch und neugotisch, 18./19. Jahrhundert; an der Nordseite der Kirche; Leichenhalle, eingeschossiger Walmdachbau, Vorhalle nach Süden mit Arkaden und Stufenpodest, um 1910; Grabmonument Poschinger, Monopteros mit Kuppeldach, Sockel mit Stufenaufgängen, 1920er Jahre. | D-2-76-121-2 Wikidata  | weitere Bilder                                               |
| Moosaustraße 9 (Standort)                                                                      | Fabrikantenvilla                                             | Zweieinhalbgeschossiger Schopfwalmdachbau mit Zwerchgiebel, runder Eckturm mit Zwiebelhaube nach Süden, bezeichnet mit „1920“. | D-2-76-121-27          | BW                                                           |
| Moosaustraße 16; Nähe Moosaustraße; in Frauenau; Bahnhofstraße 11; Am Museumspark 1 (Standort) | Glasfabrik                                                   | 1923 bis 1925 errichtet nach Plänen des Architekten Arnold Pabst aus Ilmenau. Verwaltungsgebäude, zweigeschossiger Walmdachbau mit Eckpilastrierungen und Dachlaterne, bezeichnet mit „1924“, in den 1950er Jahren umgebaut; Ofenhalle, stattliche Halle mit Firstbelüftungsaufsatz und zentraler Kuppel, ingenieurmäßiges Dachwerk mit gekrümmten Holzfachwerkbindern unter Satteldach; Werkstätten, ehemalige Malerei, eingeschossiger Längstrakt mit Satteldach, Risalite mit Quergiebeln, nach Süden zweigeschossiger kubusartiger Walmdachbau; ehemalige Kraftstation, jetzt Wasserversorgung, Satteldachbau mit Putzgliederungen und Dachlüfter, Pultdachtrakt nach Norden; ehemalige Hafenstube, eingeschossiger Walmdachbau mit Dachhäuschen; Kopfbau des ehemaligen Magazins, eingeschossiger Walmdachbau mit Zwerchgiebel, nach Westen Schleppdachbau, Holzständerwerk mit Verbretterung; ehemaliges Schmelzerhaus, zweigeschossiger Kreuzdachbau mit Putzgliederungen; Nebengebäude, eingeschossiger Walmdachbau; ehemals zugehöriger Brunnen, oktogonales Becken, Glasbläserfigur aus Bronze, auf Säule mit Postament, bezeichnet mit „1925“; jetzt im Park des Glasmuseums. | D-2-76-121-15 Wikidata | Glasfabrik                                                   |
| Moosaustraße 20 (Standort)                                                                     | Gasthaus                                                     | Zweigeschossiger Walmdachbau mit Putzgliederungen, zweigeschossiger Anbau nach Südwesten, um 1910; Festsaal, sogenannter Gistl-Saal, eingeschossiger Walmdachbau mit Putzgliederungen, Dachlaterne mit Zwiebelhaube, 1925. | D-2-76-121-26          | BW                                                           |
| Rathausplatz 4, vor dem Rathaus (Standort)                                                     | Brunnen                                                      | Steinskulptur Patrona Bavariae auf Postament, oktogonales Brunnenbecken, 1925. | D-2-76-121-3           | Brunnen                                                      |

### Althütte
| Lage                   | Objekt              | Beschreibung                                                                                     | Akten-Nr.             | Bild |
| ---------------------- | ------------------- | ------------------------------------------------------------------------------------------------ | --------------------- | ---- |
| In Althütte (Standort) | Kapellenausstattung | Kruzifix und Madonnenfigur, Holz, farbig gefasst, wohl 18. Jahrhundert; in moderner Ortskapelle. | D-2-76-121-5 Wikidata | BW   |

### Flanitz
| Lage                  | Objekt      | Beschreibung | Akten-Nr.             | Bild        |
| --------------------- | ----------- | --- | --------------------- | ----------- |
| In Flanitz (Standort) | Dorfkapelle | Satteldachbau mit Vorhalle und eingezogenem, segmentbogig geschlossenem Chor, Dachreiter mit Spitzhelm, 1840; mit Ausstattung. | D-2-76-121-6 Wikidata | Dorfkapelle |

### Oberfrauenau
| Lage                                                                       | Objekt                   | Beschreibung | Akten-Nr.              | Bild                     |
| -------------------------------------------------------------------------- | ------------------------ | --- | ---------------------- | ------------------------ |
| Oberfrauenau 3, südöstlich vom Platz des abgetragenen Schlosses (Standort) | Ehemalige Schlosskapelle | Mansardwalmdachbau mit eingezogenem, halbrund geschlossenem Chor, Dachreiter mit Zwiebelhaube, neubarock 1925/27. | D-2-76-121-10 Wikidata | Ehemalige Schlosskapelle |
| Oberfrauenau 4 ()                                                          | Kellerhaus               | langgestreckter Massivbau in Hanglage über tonnengewölbtem Eiskellerstollen, Sockel- bzw. Kellergeschoss offenes Granitmauerwerk mit Kellerzugang an der Giebelseite, Erdgeschoss verputztes Ziegelmauerwerk, hohes Schopfwalmdach mit Kniestock und von der Hanghöhe her befahrbar, an Kartusche bez. 1921, hinterer Kellerteil wohl älter | D-2-76-121-32          |                          |
| In Oberfrauenau; Oberfrauenau 13 (Standort)                                | Kapelle                  | Steildachbau, dreiseitig geschlossen, mit Schweifgiebel, um 1750; mit Ausstattung. | D-2-76-121-11 Wikidata | weitere Bilder           |
| In Oberfrauenau, Oberfrauenau 13 (Standort)                                | Schlossgartenmauer       | Erhaltene Teile nach Westen, Bruchstein, straßenseitig verputzt, Torpfeiler mit Kugelaufsätzen, bezeichnet mit „1792“. | D-2-76-121-9 Wikidata  | weitere Bilder           |

### Zwieselau
| Lage                   | Objekt            | Beschreibung | Akten-Nr.              | Bild |
| ---------------------- | ----------------- | --- | ---------------------- | ---- |
| Zwieselau 2 (Standort) | Bahnhof Zwieselau | Gebäude aus Zyklopenmauerwerk mit Eckquaderungen und Ziegeleinfassungen, um 1890: Empfangsgebäude, eingeschossiger Schopfwalmdachbau mit Kniestock; Güterhalle, eingeschossiger Flachsatteldachbau, nordwestlich an das Hauptgebäude anschließend; Nebengebäude, eingeschossiger Schopfwalmdachbau mit Kniestock. | D-2-76-121-16 Wikidata | BW   |

## Ehemalige Baudenkmäler
In diesem Abschnitt sind Objekte aufgeführt, die früher einmal in der Denkmalliste eingetragen waren, jetzt aber nicht mehr. Objekte, die in anderem Zusammenhang also z. B. als Teil eines Baudenkmals weiter eingetragen sind, sollen hier nicht aufgeführt werden. Aktennummern in diesem Abschnitt sind ehemalige, jetzt nicht mehr gültige Aktennummern.

| Lage                             | Objekt               | Beschreibung                                                                        | Akten-Nr.             | Bild |
| -------------------------------- | -------------------- | ----------------------------------------------------------------------------------- | --------------------- | ---- |
| Lüftenegg Lüftenegg 2 (Standort) | Kleinbauernhaus      | Mit Blockbau-Obergeschoss, erste Hälfte 19. Jahrhundert, Dach später.               | D-2-76-121-7 Wikidata | BW   |
| Oberfrauenau Oberfrauenau 12 ()  | Steinernes Türgerüst | Bezeichnet mit „1785“; am ehemaligen Geistlichen Herrenhaus; aufgedoppelte Haustür. | D-2-76-121-8 Wikidata |      |
| ()                               | Bauernkapelle        | Mit Dachreiter, erbaut 1875.                                                        | D-2-76-121-4 Wikidata |      |